# Альпер, Озджан
Озджа́н Альпе́р (тур. Özcan Alper; р. 1975) — турецкий кинорежиссёр и сценарист.
Родился в турецком городе Хопа, в иле Артвин. По национальности амшенец. Женился на племяннице Гранта Динка, Лусин Динк.  Окончил гимназию Трабзона, затем поступил на кафедру физики, факультета естественных наук Стамбульского университета. В 1996 году поступил на кафедру «истории науки» филологического факультета этого же университета и окончил его в 2003.
С 1996 года участвовал в кинематографических работах в «культурном центре Месопотамии», а также в «Доме культуры имени Назыма Хикмета». В 2000-х годах начал работать на киностудии и стал помощником режиссёра Ешима Устаоглу. Свой первый короткометражный фильм «Моми» Озджан Альпер снял на амшенском диалекте и наречии западноармянского языка. Первый документальный фильм «Меланхолия и Рапсодия в Токаи Сити» был снят в Японии. Затем он снял ещё один документальный фильм «Путешествие учёных во времени».
За свой первый художественный фильм «Осень» в 2008 году Альпер неоднократно получал премии на различных кинофестивалях. За свой следующий художественный фильм под названием «Будущее продолжается долго» он также был награждён международными премиями.